# كافين بريان
كافين بريان (بالإنجليزية: Kavin Bryan)‏ (7 فبراير 1984 بكينغستون في جامايكا - ) هو لاعب كرة قدم جامايكي في مركز الهجوم. شارك مع منتخب جامايكا لكرة القدم. أما مع النوادي، فقد لعب مع نادي سونغ لام نغي أن ونادي هاربور فيو وVissai Ninh Bình FC ‏ وHaiphong FC ‏ وNotodden FK ‏ وHà Nội FC (1956) ‏.

## روابط خارجية
- كافين بريان على موقع قاعدة بيانات كرة القدم.إي يو (الإنجليزية)
- كافين بريان على موقع ناشيونال فوتبول تيمز (الإنجليزية)
- كافين بريان على موقع Soccerway.com (الإنجليزية)